# جورج أ. إليوت
جورج أ. إليوت هو رياضياتي كندي، ولد في 30 يناير 1945 في مونتريال في كندا.